# Barton on Sea
Barton on Sea (souvent orthographié « Barton-on-Sea », avec un trait d'union) est un village côtier peu peuplé situé dans le Hampshire, en Angleterre. En tant que colonie, Barton a une histoire qui remonte à l'époque de l'Angleterre anglo-saxonne, bien que le village moderne ait été en grande partie construit au XXe siècle. C'est en réalité une banlieue de New Milton. Barton se distingue par la présence de nombreux fossiles dans les « lits géologiques de Barton »,  situés dans les falaises, ainsi que pour les défenses maritimes importantes construites pour défendre les côtes de l'érosion.

## Histoire

### Préhistoire
La zone de Barton est peuplée depuis la préhistoire. Un certain nombre d'urnes funéraires de l'âge du bronze ont été découvertes à Barton au début du XXe siècle. La plupart ont été perdues ou détruites.

### Moyen Âge
Alors que Barton est un nom anglais courant, l'étymologie de Barton-on-Sea est unique. Il s'agit de la ferme de Beorma qui apparaît deux fois dans le Domesday Book, sous le nom de Bermintune et de Burmintune.
Roger de Montgomerie, 1er comte de Shrewsbury et ami de Guillaume le Conquérant a tenu les deux manoirs de Barton en 1086.

### Temps modernes
Un manoir est mentionné en 1559, lorsque John Dowce est mort en sa possession.
William Juniper l'a acquis peu de temps après et il a été mentionné comme la ferme principale appelée « Barmeton ».
En 1654, Richard Stephens, seigneur du manoir de Winkton, aurait possédé le "site du manoir" de Barton. Il restera dans la famille Stephens jusqu'en 1733, date à laquelle Richard Stephens le vend à Thomas Le Marchant, de l'Inner Temple.
En 1771, John Le Marchant de Guernesey transmet "le site du manoir de Barton", à Edward Dampier du Château de Corfe, dans la famille duquel il reste (le dernier titulaire ayant pris le nom de Crossley) jusqu'en 1903. 
Une rangée distinctive de maisons de garde-côtes se trouve à Barton Lane (Barton on Sea). Ceux-ci ont été construits à la fin du XIXe siècle par le gouvernement de l'époque pour héberger des gardes armés afin de tenter d'empêcher la contrebande qui sévissait. Le littoral de Barton on Sea et de Mudeford était réputé pour la contrebande. Plusieurs de ses voies navigables et de ses routes vers la côte ont été baptisées du nom de familles de contrebandiers locales bien connues.
Jusque dans les années 1880, Barton était en grande partie composée de deux exploitations agricoles, mais dans les années 1890, les deux fermes ont été vendues aux enchères et les propriétés ont été démantelées. Les ventes de terres ultérieures de 1904 à 1907 ont permis le développement complet du village comme il apparaît aujourd'hui. En 1897, le premier golf a été construit à Barton, le long du sommet de la falaise, bien que le parcours de golf moderne à l’est de Barton date de 1922.

### Époque contemporaine

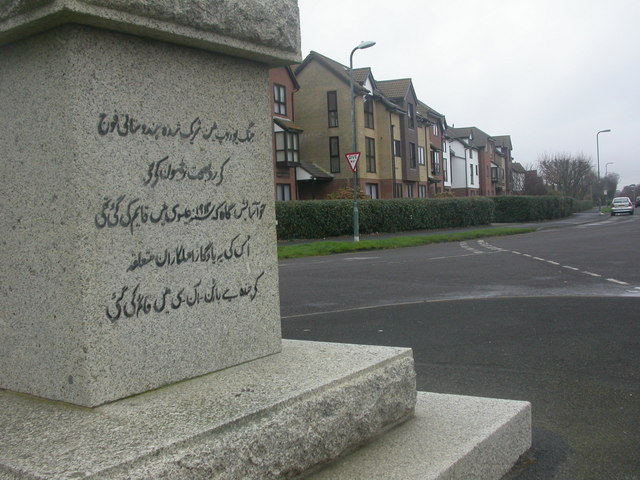
Obélisque de la Première Guerre mondiale avec une inscription en ourdou.

Au cours de la Première Guerre mondiale, Barton fut le siège d'une maison de convalescence pour militaires indiens commémorés par un obélisque dans le village érigé en 1917.
En 1927, une maternité connue sous le nom de Grove Maternity Hospital a été fondée. De nombreux habitants y sont nés jusqu'à la fermeture en 1988.
Pendant la Seconde Guerre mondiale, le front de mer à Barton a été créé : une zone à la fréquentation restreinte, avec des éléments de défense en métal pour contrer une éventuelle invasion allemande.
À l’extrémité est de Barton se trouvait Becton Farm où vivait le célèbre cavalier Marion Coakes. Sa monture appelée « Stroller » (Poussette) est le seul poney ayant participé aux Jeux olympiques en saut d'obstacles, remportant une médaille d'argent individuelle aux Jeux olympiques d'été de 1968. Le poney a été enterré à la ferme. La ferme a ensuite été achetée par le club de golf de Barton on Sea et « Stroller » se trouve maintenant sous le terrain de golf avec une plaque commémorative sur la tombe.
Barton on Sea est en réalité une banlieue de la ville intérieure New Milton ; c'est un endroit très prisé pour les retraités. Environ 36 % de la population est à la retraite.

### Population
La population de Barton, d'après le recensement de 2001 ((en) United Kingdom Census 2001), est de 6 849 habitants.

## Personnalités
- Les footballeurs Russell Perrett (1973- )[14], Jamie Redknapp (1973- )[15] et  Neil Moss  (1975- )[16] sont tous nés à Barton on Sea.

- Parmi les célèbres résidents de Barton, citons la romancière Beatrice Harraden[17], le joueur de cricket Denys Hill (1896-1971)[18] et le chef d'orchestre  Harry Norris (1887-1979)[19].

- George Campbell Wheeler (1880-1938) qui a servi dans l'armée indienne britannique pendant la Première Guerre mondiale et qui a reçu la Victoria Cross a également vécu ici[20].

- Le responsable du service de renseignements du GCHQ, Jock Kane (7 avril 1921-17 septembre 2013), vivait à Barton dans les années 1980 où il travaillait comme chauffeur de bus scolaire et « milkman »[21].

## Géographie

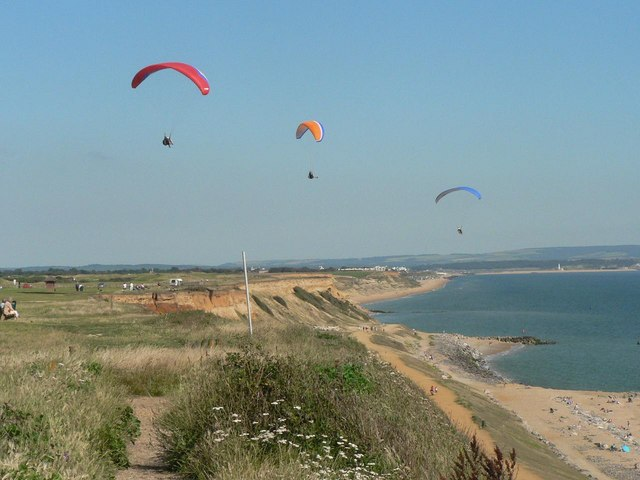
Parapentes, falaises de Barton.

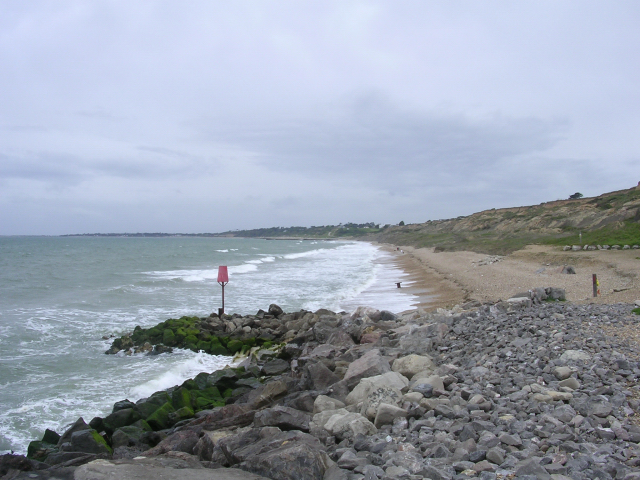
Défense contre la mer.

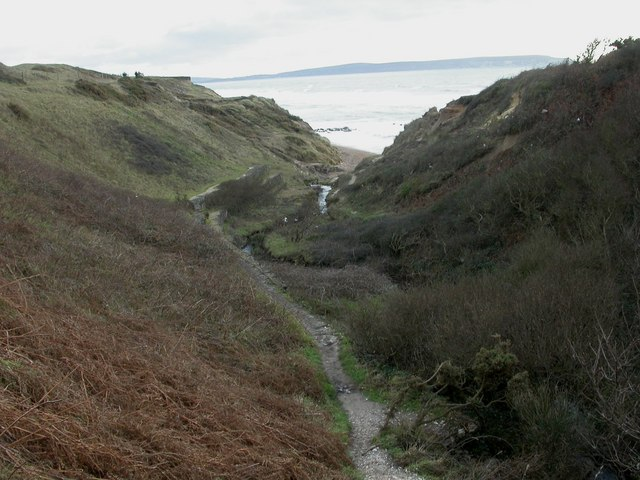
Becton Bunny.

La côte de Barton on Sea est particulièrement connue pour ses richesses géologiques, elle abrite de nombreux fossiles dans les lits géologiques, les Barton Beds. Les Barton Beds ont donné leur nom au stade Bartonien de l'Éocène.
La plage est adossée à  une falaise de 34 mètres de haut, avec des voies de communication depuis le village. Un chemin au sommet de la falaise relie Barton au village de Milford on Sea ; la Solent Way s'étend jusqu'à Emsworth, sur la frontière avec le West Sussex. C'est le premier endroit en Angleterre où ont été testés les enrochements en épis. 
Les falaises sont souvent utilisées pour le parapente.
À l'extrémité est du village se trouve le club de golf Barton-On-Sea, remarquable par ses trois boucles de neuf trous.
Barton on Sea a eu pendant de nombreuses années un problème d'érosion côtière. Par le passé, les falaises s’érodaient à un rythme pouvant atteindre un mètre par an et plusieurs bâtiments ont été perdus.
Au début des années 1900, la promenade herbeuse au sommet des falaises était large de 100 mètres, elle est aujourd'hui d'environ 20 mètres à son point le plus large. L'érosion a été renforcée par la mer. Les défenses se sont ajoutées à l'ouest à Bournemouth, privant ainsi Barton des sédiments nécessaires à la protection de ses falaises. Certaines mesures de protection du littoral à Barton ont été prises à la fin des années 1930, mais sont tombées en ruines au cours de la Seconde Guerre mondiale.
En 1964, une série de pieux en bois (groyne) et un système de drainage des falaises ont été installés sur 300 mètres de front de mer. Cela a été suivi en août 1965 par un revêtement en bois soutenu par de gros rochers ; une extension du système de drainage et quelques épis rocheux. Les améliorations ultérieures ont consisté à remplacer les épis de bois par des épis rocheux et le revêtement en bois par une structure rocheuse de blocs de calcaire dur, gris foncé, pour protéger le bas de la falaise,. Des expériences récentes de défense avec de la végétation (plantation d’arbustes, de plantes et d’arbres sur la falaise) ont contrarié les éboulements, ralentissant ainsi le recul vers les terres.
À l'ouest de Barton se trouve Naish Farm, aujourd'hui un parc de vacances, c'était autrefois un domaine agricole dont l'histoire remonte au XIVe siècle.
L'ouest de Chewton est renommé pour le chine appelé Chewton Bunny (une valleuse en France) et sa descente à la mer. À l'est de Barton, se trouve Becton, une ancienne ferme dont l'histoire remonte au Domesday, le nom saxon signifie « la ferme de Becca », c'est maintenant un terrain de golf.
À l'est, se trouvent les terres agricoles de Taddiford, le « gué du crapaud » ((en) : « Toad ford »).